# أليخاندرو فرنانديز (لاعب كرة قدم)
أليخاندرو فرنانديز (بالإسبانية: Alex Fernández)‏ هو لاعب كرة قدم كولومبي، ولد في 22 يناير 1970 في ميديلين في كولومبيا. شارك مع منتخب كولومبيا لكرة القدم. أما مع النوادي، فقد لعب مع إنديبندينتي ميديلين وديبورتيس توليما وديبورتيس كوينديو وديبورتيفو كالي ونادي ميلوناريوس.

## وصلات خارجية
- أليكس فرنانديز على موقع قاعدة بيانات كرة القدم.إي يو (الإنجليزية)
- أليكس فرنانديز على موقع ناشيونال فوتبول تيمز (الإنجليزية)
- أليكس فرنانديز على موقع عالم كرة القدم.نت (الإنجليزية)